# Lübsche Straße 58 (Wismar)
Das Wohn- und Geschäftshaus Lübsche Straße 58 in Wismar-Altstadt, Lübsche Straße stammt aus dem 17. Jahrhundert. 
Das Gebäude steht unter Denkmalschutz. Das Gebäude wird heute durch Wohnungen und einen Laden genutzt.

## Geschichte

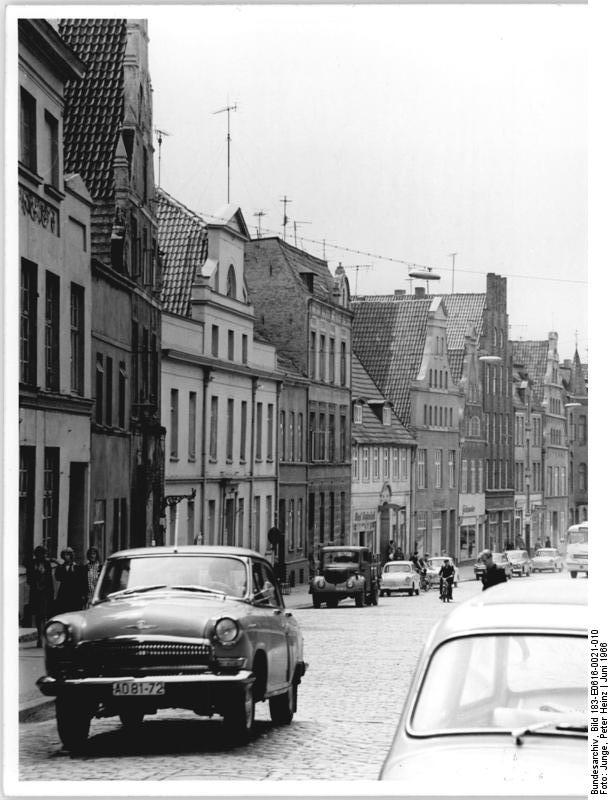
Lübsche Straße 48–64 (1966)

Das dreigeschossige verputzte barocke Haus hat einen zweigeschossigen geschweiften Giebel mit einem Dreieckabschluss. 
Das Haus wurde 1992/93 auch mit Mitteln der Städtebauförderung saniert. Die Fundamente der Straßenfassade mussten erneuert werden; deshalb wurde diese Fassade nach eingehender Untersuchung und mit Zustimmung des Amts für Denkmalschutz rekonstruiert. Das Haus hat einen Laden, ein Studio und Wohnungen.